# Calamandrana
Calamandrana ist eine Gemeinde in der italienischen Provinz Asti (AT), Region Piemont.

## Lage und Einwohner
Calamandrana liegt 27 km südöstlich von der Provinzhauptstadt Asti entfernt. Der Ort liegt auf einer Höhe von 151 m am Belbo (Flusssystem des Po), zwischen den Hügeln von Asti und der Langhe. Das Gemeindegebiet umfasst eine Fläche von 12 km² und hat 1677 Einwohner (Stand 31. Dezember 2023). 
Die Nachbargemeinden sind Canelli, Cassinasco, Castel Boglione, Nizza Monferrato, Rocchetta Palafea und San Marzano Oliveto.

## Geschichte

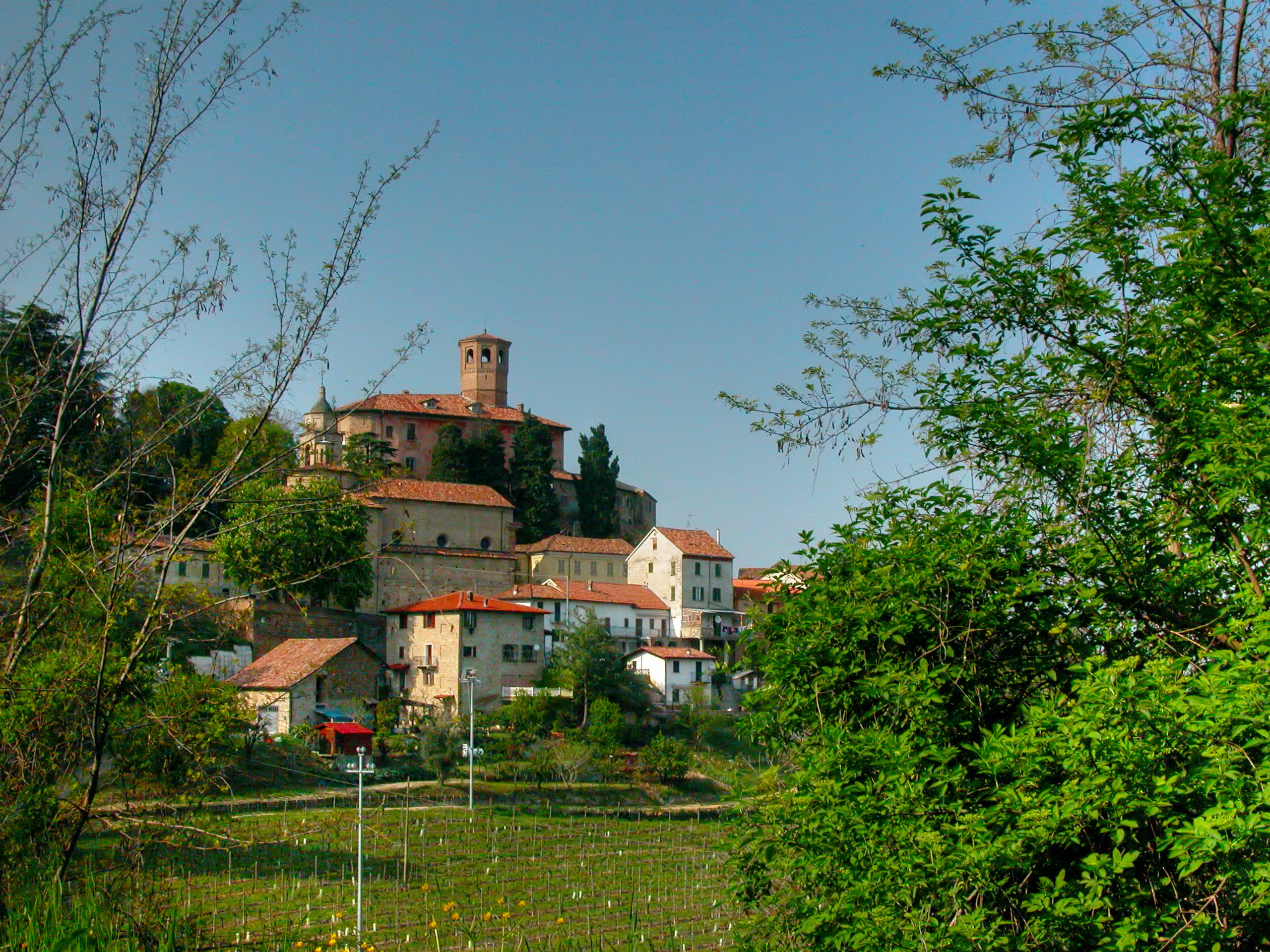
Calamandrana

Das Gebiet von Calamandrana war wahrscheinlich bereits in der Antike von ligurischen Bevölkerungsgruppen keltischen Ursprungs besiedelt, die 200 v. Chr. von den Römern besiegt wurden.
Im 12. Jahrhundert wurde Calamandrana für kurze Zeit Teil des Markgrafentums von Monferrato. Zu Beginn des 13. Jahrhunderts überließ Bonifacio del Vasto, nachdem er sich Alessandria unterworfen hatte, die Stadt der Familie San Marzano aus Canelli. Während des Kampfes um den Anschluss an das Lehen von Alessandria verließen die Calamandra-Leute die Ebene und fanden Zuflucht in der Kirche San Giovanni Lanerio, wo sie das neue Zentrum von Nizza della Paglia (heute Nizza Monferrato) errichteten. Im Jahr 1232 ging das Gebiet von Calamandrana an die Markgrafen von Monferrato zurück, die es dem Markgrafen von Incisa übertrugen und dann 1305 an die Asinari übergingen.
Im Jahr 1657 wurde die Stadt vom Herzog von Mantua dem Markgrafen Giovanni Maria Piccolomini geschenkt und ging 15 Jahre später an den mantuanischen Grafen Matteo Quinciani über. Im Jahr 1682 begann Francesco Maria Cordara aus Calamandra, der Graf wurde, mit dem Bau des Schlosses, das bis heute erhalten geblieben ist.
Im Jahr 1943 suchten während der Auflösung der italienischen Armee viele Soldaten, die aus der Kaserne geflohen waren, Zuflucht in Calamandrana. Der Pfarrer Don Emilio Carozzi und die Bevölkerung halfen ihnen. Im selben Jahr wurde in Calamandrana Alta eine Partisanenformation gegründet. Gegen Ende des Jahres 1944 kam es zu zahlreichen Auseinandersetzungen, bei denen es zu Bedrohungen und Plünderungen von Häusern kam. Gegen Ende des Jahres 1945 kehrten die Partisanen in großer Zahl zurück. Dadurch war es möglich, Canelli und die Straße nach Nizza zu kontrollieren. In dieser Situation wurde auch das Rathaus in Brand gesteckt.

## Kulinarische Spezialitäten
In Calamandrana werden Reben für den Dolcetto d’Asti, einen Rotwein mit DOC-Status angebaut. Die Beeren der Rebsorten Spätburgunder und Chardonnay dürfen zum Schaumwein Alta Langa verarbeitet werden. Die Muskateller-Rebe für den Asti Spumante, einen süßen DOCG-Schaumwein mit geringem Alkoholgehalt sowie für den Stillwein Moscato d’Asti werden hier ebenfalls angebaut. In Calamandrana werden auch Reben der Sorte Barbera für den Barbera d’Asti, einen Rotwein mit DOCG-status angebaut.

## Gemeindepartnerstadt
- Kisapostag

## Söhne und Töchter
- Armando Círio (1916–2014), katholischer Ordensgeistlicher, Erzbischof von Cascavel in Brasilien